# BOK
BOK (англ. BOK, BCL2 family apoptosis regulator) – білок, який кодується однойменним геном, розташованим у людей на короткому плечі 2-ї хромосоми.  Довжина поліпептидного ланцюга білка становить 212 амінокислот, а молекулярна маса — 23 280.
| 10         |  | 20         |  | 30         |  | 40         |  | 50         |
| ---------- |  | ---------- |  | ---------- |  | ---------- |  | ---------- |
| MEVLRRSSVF |  | AAEIMDAFDR |  | SPTDKELVAQ |  | AKALGREYVH |  | ARLLRAGLSW |
| SAPERAAPVP |  | GRLAEVCAVL |  | LRLGDELEMI |  | RPSVYRNVAR |  | QLHISLQSEP |
| VVTDAFLAVA |  | GHIFSAGITW |  | GKVVSLYAVA |  | AGLAVDCVRQ |  | AQPAMVHALV |
| DCLGEFVRKT |  | LATWLRRRGG |  | WTDVLKCVVS |  | TDPGLRSHWL |  | VAALCSFGRF |
| LKAAFFVLLP |  | ER         |  |            |  |            |  |            |

A: Аланін

C: Цистеїн

D: Аспарагінова кислота

E: Глутамінова кислота

F: Фенілаланін

G: Гліцин

H: Гістидин

I: Ізолейцин

K: Лізин

L: Лейцин

M: Метіонін

N: Аспарагін

P: Пролін

Q: Глутамін

R: Аргінін

S: Серин

T: Треонін

V: Валін

W: Триптофан

Кодований геном білок за функцією належить до фосфопротеїнів. 
Задіяний у таких біологічних процесах як апоптоз, альтернативний сплайсинг. 
Локалізований у цитоплазмі, ядрі, мембрані, мітохондрії, внутрішній мембрані мітохондрії, ендоплазматичному ретикулумі, зовнішній мембрані мітохондрій, апараті гольджі, ендосомах.